# 100 najwybitniejszych Rumunów Televiziunea Română

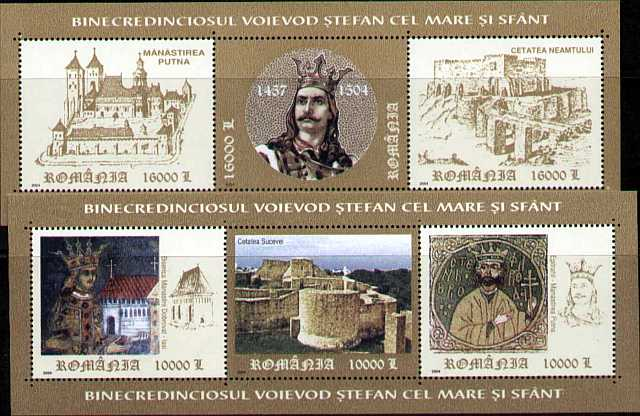
Stefan III Wielki, upamiętniony na niektórych znaczkach z 2004 roku, zwycięzca konkursu

100 najwybitniejszych Rumunów Televiziunea Română została skompilowana  po przeprowadzeniu w 2006 roku przez Televiziunea Română głosowania w celu ustalenia, kogo opinia publiczna uważa za jednego ze 100 największych Rumunów wszech czasów (na kanwie brytyjskiego programu telewizyjnego 100 Greatest Britons).
21 października Televiziunea Română ogłosiła, że „największym Rumunem wszech czasów” według głosujących jest Stefan III Wielki.

## Lista
Źródło: jurnalul.ro, HotNews
1. Stefan III Wielki (1435–1504) – książę Mołdawii, zdobył sławę w Europie za swój długi opór wobec Turków osmańskich
2. Karol I Hohenzollern-Sigmaringen (1839–1914) – pierwszy rumuński władca dynastii Hohenzollern-Sigmaringen (1866-1914), pierwszy król Rumunii (od 1881 r.) po uzyskaniu przez kraj pełnej niepodległości pod jego przywództwem
3. Mihai Eminescu (1850–1889) – późnoromantyczny poeta, powszechnie uważany za najbardziej wpływowego rumuńskiego poetę
4. Michał Waleczny (1558–1601) – Książę Wołoszczyzny, doprowadził (jako pierwszy) do unii Wołoszczyzny, Siedmiogrodu i Mołdawii
5. Richard Wurmbrand (1909–2001) – pastor ewangelicki, autor i wychowawca, który spędził w komunistycznym więzieniu łącznie czternaście lat
6. Ion Antonescu (1882–1946) – premier i przywódca Rumunii podczas II wojny światowej
7. Mircea Eliade (1907–1986) – badacz i profesor historii religii, orientalista i powieściopisarz
8. Alexandru Ioan Cuza (1820–1873) – pierwszy władca Zjednoczonych Księstw Rumunii po unii Mołdawii i Wołoszczyzny w 1859 roku; jego reformy rozpoczęły modernizację Rumunii
9. Constantin Brâncuși (1876–1957) – słynny nowoczesny rzeźbiarz
10. Nadia Comăneci (ur. 1961) – gimnastyczka, zdobywczyni pięciu złotych medali olimpijskich, jako pierwsza uzyskała maksymalne noty – 10
11. Nicolae Ceaușescu (1918–1989) – ostatni komunistyczny prezydent Rumunii
12. Vlad Țepeș (1431–1476) – hospodar Wołoszczyzny
13. Gigi Becali (ur. 1958) – polityk i biznesmen
14. Henri Coandă (1886–1972) – wynalazca i pionier aerodynamiki
15. Gheorghe Hagi (ur. 1965) – piłkarz
16. Ion Luca Caragiale (1852–1912) – dramatopisarz i autor krótkich opowiadań
17. Nicolae Iorga (1871–1940) – historyk, pisarz i polityk
18. Constantin Brâncoveanu (1654–1714) – hospodar Wołoszczyzny
19. George Enescu (1881–1955) – kompozytor i muzyk
20. Gregorian Bivolaru(inne języki) (ur. 1952) – założyciel organizacji jogi MISA
21. Mirel Rădoi (ur. 1980) – piłkarz
22. Corneliu Zelea Codreanu (1899–1938) – przywódca rumuńskiego ruchu nacjonalistycznego w latach trzydziestych
23. Nicolae Titulescu (1882–1941) – dyplomata, przewodniczący Ligi Narodów
24. Ferdynand I Hohenzollern-Sigmaringen (1865–1927) – Król Rumunii podczas I wojny światowej
25. Michał Hohenzollern-Sigmaringen (1921–2017) – ostatni król Rumunii przed okresem komunistycznym
26. Decebal (87–106) – ostatni król Dacji przed podbojem Rzymu
27. Traian Băsescu (ur. 1951) – polityk, były Prezydent Rumunii
28. Gheorghe Mureșan (ur. 1971) – gracz koszykówki NBA
29. Ion I.C. Brătianu (1864–1927) – liberalny polityk, premier Rumunii przez pięć kadencji
30. Răzvan Lucescu (ur. 1969) – piłkarz
31. Nicolae Paulescu (1869–1931) – fizjolog, odkrywca insuliny
32. Iuliu Maniu (1873–1953) – polityk
33. Iuliu Hossu (1885–1970) – greckokatolicki biskup, ofiara reżimu komunistycznego
34. Emil Cioran (1911–1995) – filozof, pisarz i eseista
35. Avram Iancu (1824–1872) – przywódca rewolucji 1848 roku w Transylwanii
36. Burebista (?–44 p.n.e.) – król Dacji
37. Maria Koburg (1875–1938) – królowa Rumunii
38. Petre Țuțea(inne języki) (1902–1991) – filozof, ofiara reżimu komunistycznego
39. Corneliu Coposu (1914–1995) – polityk, ofiara reżimu komunistycznego
40. Aurel Vlaicu (1882–1913) – wynalazca, pionier lotnictwa
41. Iosif Trifa (1888–1938) – pop prawosławny, założyciel organizacji chrześcijańskiej „Oastea Domnului(inne języki)”
42. Nichita Stănescu (1933–1983) – poeta i eseista
43. Ion Creangă (1837–1889) – pisarz
44. Mădălina Manole (1967–2010) – piosenkarz
45. Corneliu Vadim Tudor (1949–2015) – nacjonalistyczny polityk, pisarz i dziennikarz; założyciel i lider Partii Wielkiej Rumunii
46. Traian Vuia (1872–1950) – wynalazca, pionier lotnictwa
47. Lucian Blaga (1895–1961) – poeta, dramaturg, filozof
48. George Emil Palade (1912–2008) – biolog komórkowy, laureat nagrody Nobla w dziedzinie fizjologii lub medycyny (1974)
49. Ana Aslan (1897–1988) – biolog, lekarz i wynalazca, autor badań gerontologicznych
50. Adrian Mutu (ur. 1979) – piłkarz
51. Florin Piersic (ur. 1936) – aktor filmowy i teatralny
52. Mihail Kogălniceanu (1817–1891) – polityk i historyk, pierwszy premier Rumunii
53. János Kőrössy (1926–2013) – pianista
54. Dimitrie Cantemir (1673–1723) – książę Mołdawii
55. Ilie Năstase (ur. 1946) – tenisista
56. Gheorghe Zamfir (ur. 1941) – muzyk
57. Gică Petrescu(inne języki) (1915–2006) – muzyk
58. Elisabeta Rizea (1912–2003) – antykomunistyczny partyzant
59. Bulă (postać fikcyjna) – bohater rumuńskich dowcipów
60. Amza Pellea (1931–1983) – aktor filmowy i teatralny
61. Maciej Korwin (1443(?)–1490) – król Węgier
62. Mircza Stary (1355–1418) – hospodar Wołoszczyzny
63. Titu Maiorescu (1840–1917) – krytyk literacki i polityk
64. Toma Caragiu (1925–1977) – aktor filmowy i teatralny
65. Mihai Trăistariu (ur. 1979) – piosenkarz
66. Andreea Marin (ur. 1974) – osobowość telewizyjna
67. Emil Racoviță (1868–1947) – biolog, speleolog i badacz Antarktydy
68. Victor Babeș (1854–1926) – biolog i wczesny bakteriolog, jeden z odkrywców mikrobiologii
69. Nicolae Bălcescu (1819–1852) – przywódca rewolucji w Wołoszczyźnie w 1848 r.
70. Horia-Roman Patapievici(inne języki) (ur. 1957) – pisarz i eseista
71. Ion Iliescu (ur. 1930) – pierwszy prezydent Rumunii po rewolucji 1989 roku
72. Marin Preda (1922–1980) – powieściopisarz
73. Eugen Ionescu (1909–1994) – dramatopisarz, jeden z inicjatorów teatru absurdu
74. Dumitru Stăniloae(inne języki) (1903–1993) – duchowny prawosławny, teolog
75. Alexandru Todea (1905–2002) – biskup greckokatolicki, ofiara reżimu komunistycznego
76. Tudor Gheorghe (ur. 1945) – piosenkarz i aktor teatralny
77. Ion Țiriac (ur. 1939) – tenisista i biznesmen
78. Kleofas (Ilie) (1912–1998) – archimandryta prawosławny
79. Arseniusz (Boca) (1910–1989) – duchowny prawosławny, teolog, ofiara reżimu komunistycznego
80. Bănel Nicoliță (ur. 1985) – piłkarz
81. Dumitru Cornilescu(inne języki) (1891–1975) – duchowny prawosławny, a następnie protestancki, w 1921 roku przetłumaczył Biblię na język rumuński
82. Grigore Moisil (1906–1973) – matematyk
83. Claudiu Niculescu (ur. 1976) – piłkarz
84. Florentin Petre (ur. 1976) – piłkarz
85. Marius Moga (ur. 1981) – kompozytor i piosenkarz
86. Nicolae Steinhardt(inne języki) (1912–1989) – pisarz
87. Laura Stoica (1967–2006) – piosenkarka, kompozytorka i aktorka
88. Cătălin Hâldan (1976–2000) – piłkarz
89. Anghel Saligny(inne języki) (1854–1925) – inżynier
90. Ivan Patzaichin (1949–2021) – płetwonurek, który zdobył siedem medali olimpijskich
91. Maria Tănase (1913–1963) – piosenkarz
92. Sergiu Nicolaescu (1930–2013) – reżyser, aktor i polityk
93. Octavian Paler(inne języki) (1926–2007) – eseista
94. Mormântul Soldatului Necunoscut(inne języki) (dosł. Grób Nieznanego Żołnierza) – rumuński żołnierz w narodowym Grobie Nieznanego Żołnierza
95. Ciprian Porumbescu (1853–1883) – kompozytor
96. Nicolae Covaci (ur. 1947) – założyciel zespołu rockowego Phoenix
97. Dumitru Prunariu (ur. 1952) – pierwszy rumuński kosmonauta
98. János Hunyady (ok. 1387–1456) – wojewoda siedmiogrodzki, regent Królestwa Węgier
99. Constantin Noica (1909–1987) – filozof i eseista
100. Badea Cârțan(inne języki) (1849–1911) – pasterz, który walczył o niepodległość Rumunów w Siedmiogrodzie